# Хамат-Тверія
Хамат-Тверія (івр. חמת טבריה) — національний парк Ізраїлю і район археологічних розкопок, розташований біля південного в'їзду в місто Тверія на березі Тиверіадського озера.

## Історія
У 1921 році, при будівництві шосе від Тверії в бік Цемаха, були виявлені залишки зруйнованої синагоги. При проведенні археологічних розкопок, на вершині пагорба були знайдені залишки трьох синагог. Перша синагога була збудована приблизно у 230 році н. е. і зруйнована в III столітті. На руїнах синагоги першою була побудована друга синагога також в районі III століття. Ця синагога проіснувала як мінімум до IV століття, і була реконструйована по всій видимості після землетрусу, який стався в районі Тверії в 306 році.
Друга синагога була зруйнована землетрусом на початку V століття. Побудована потім третя синагога була набагато більше, в неї був великий зал, розділений на три частини двома рядами колон. Ця синагога працювала до середини VIII століття.
Також до складу національного парку входять 17 гарячих джерел, об'єднаних назвою «Хамей-Тверія». Вода джерел піднімається з двокілометрової глибини і має температуру близько 60 градусів. У воді міститься бром, калій, хлориди натрію і кальцію і сірка.

## Сучасність
В ніч з 28 на 29 травня 2012 року в синагозі Хамат-Гадер були вчинені вандальні дії — частина синагоги була розфарбована графіті і була зруйнована частина мозаїки. Мозаїка була відновлена в 2013 році і тепер у синагозі не знайти слідів цього вандалізму.